# Ральф Ферманн
Ральф Фе́рманн (нім. Ralf Fährmann, нар. 28 вересня 1988, Хемніц) — німецький футболіст, воротар клубу «Шальке 04».

## Клубна кар'єра
Вихованець юнацьких команд футбольних клубів «Хемніц», «Хемніцер» та «Шальке 04».
У дорослому футболі дебютував у 2007 році виступами за команду клубу «Шальке 04», в якій провів два сезони, взявши участь лише у 3 матчах чемпіонату. 
Своєю грою за цю команду привернув увагу представників тренерського штабу клубу «Айнтрахт», до складу якого приєднався 2009 року. Відіграв за франкфуртський клуб наступні два сезони своєї ігрової кар'єри.
До складу клубу «Шальке 04» повернувся 2011 року. Наразі встиг відіграти за клуб з Гельзенкірхена 174 матчі в національному чемпіонаті.

## Титули та досягнення
- Володар Суперкубка Німеччини (1):

«Шальке 04»:  2011